# Pascal Acot
 (août 2017).
Si vous disposez d'ouvrages ou d'articles de référence ou si vous connaissez des sites web de qualité traitant du thème abordé ici, merci de compléter l'article en donnant les références utiles à sa vérifiabilité et en les liant à la section « Notes et références ».
Pascal Acot est un historien des sciences français né en 1942.
Il est entré au Centre national de la recherche scientifique (CNRS) en 1976, après des études autodidactiques de philosophie (1967-1972). Sa thèse de doctorat d’État, qui portait sur l’histoire de l’écologie scientifique, a été effectuée sous la direction du professeur François Dagognet (1924-2015) et soutenue en 1986.
La carrière de P. Acot s’est déroulée à l’Institut d'histoire des sciences de l’Université Paris 1, devenu Institut d'histoire et de philosophie des sciences et des techniques (IHPST-Université de Paris 1, CNRS, École normale supérieure). Comme l’indique la bibliographie de Pascal Acot, ses recherches ont porté sur trois thèmes principaux : l’histoire des sciences environnementales, l’interaction des facteurs biologiques et sociaux dans l’origine de l’Homme et, depuis 2003, l’histoire du climat et de la climatologie.
P. Acot est chargé de recherches honoraire, retraité depuis septembre 2005.
Son ouvrage Climat : un débat dévoyé ? est climatosceptique de manière très marquée.

## Publications
- Philosophie, Épistémologie, Précis de vocabulaire, Paris, Magnard, 1975, 160 p. (en collaboration avec M. C. Bartholy).
- L'Écologie, Paris, PUF, 1977, 157 pp.(ouvrage traduit en espagnol et en portugais)
- Histoire de l'écologie, préface de Michel Godron, Paris, PUF, 1988, 285 p. (ouvrage traduit en italien, brésilien, espagnol et grec)
- Écologie et Environnements, Paris, Messidor, 1991, 122 p. ; réédité en 1993 : Paris, Scanéditions.
- La Maîtrise du milieu (ouvr. coll., P. Acot, éd.), Préface du Professeur Patrick Blandin, Paris, Librairie Philosophique Vrin - Institut interdisciplinaire d'études épistémologiques, 1994, 151 p.
- Histoire de l'écologie, Paris, PUF, coll. « Que sais-je ? », 1994, 128 p.
- Biosfera, vol. 11 : Pensar la Biosfera (avec Josep Maria Camarasa, Ramon Folch, Gonzalo Halffter), Ramon Folch, ed., Barcelona, Enciclopèdia Catalana, Program « Man and Biosphere », UNESCO, 1998, 221 p. (ouvrage initialement publié en Catalan, traduit en anglais et en allemand)
- The European Origins of Scientific  Ecology (1800-1901), 2 vols., CD-ROM, (ouvr. coll. P. Acot, éditeur scientifique), introduction de Patrick Blandin, directeur de la Grande Galerie de l'Évolution du Muséum national d'Histoire naturelle, Amsterdam, 1998, Gordon & Breach (E.A.C.), 1998, 932 p.
- L'Histoire des sciences, Paris, PUF, coll. « Que sais-je ? », 1999, 128 pp. (ouvrage traduit en arabe, portugais et turc)
- L'Éthique environnementale (P. Acot, éditeur scientifique, avec Anne Fagot-Largeault, professeure au Collège de France), Chilly-Mazarin, Editions Sens, 2000, 169 p.
- Histoire du climat, Paris, Plon-Perrin, mai 2003, 309 pp. (ouvrage traduit en italien, espagnol, tchèque et chinois)
- Catastrophes climatiques, désastres sociaux, Paris, PUF, 2006,  205 pp. (ouvrage traduit en italien)
- Climat : un débat dévoyé ? Paris, Armand Colin, 2010, 158 pp.
- L'Écologie de la libération, Montreuil, Le Temps des cerises, 2017, 139 p.